# Lysmata amboinensis
Espèce
Lysmata amboinensis est une espèce de crevettes du genre Lysmata, proche de l'espèce Lysmata grabhami dont elle ne se distingue visuellement que par le dessin de la queue. Cette crevette est largement exploitée en aquarium marin pour sa capacité à déparasiter les poissons.

## Description

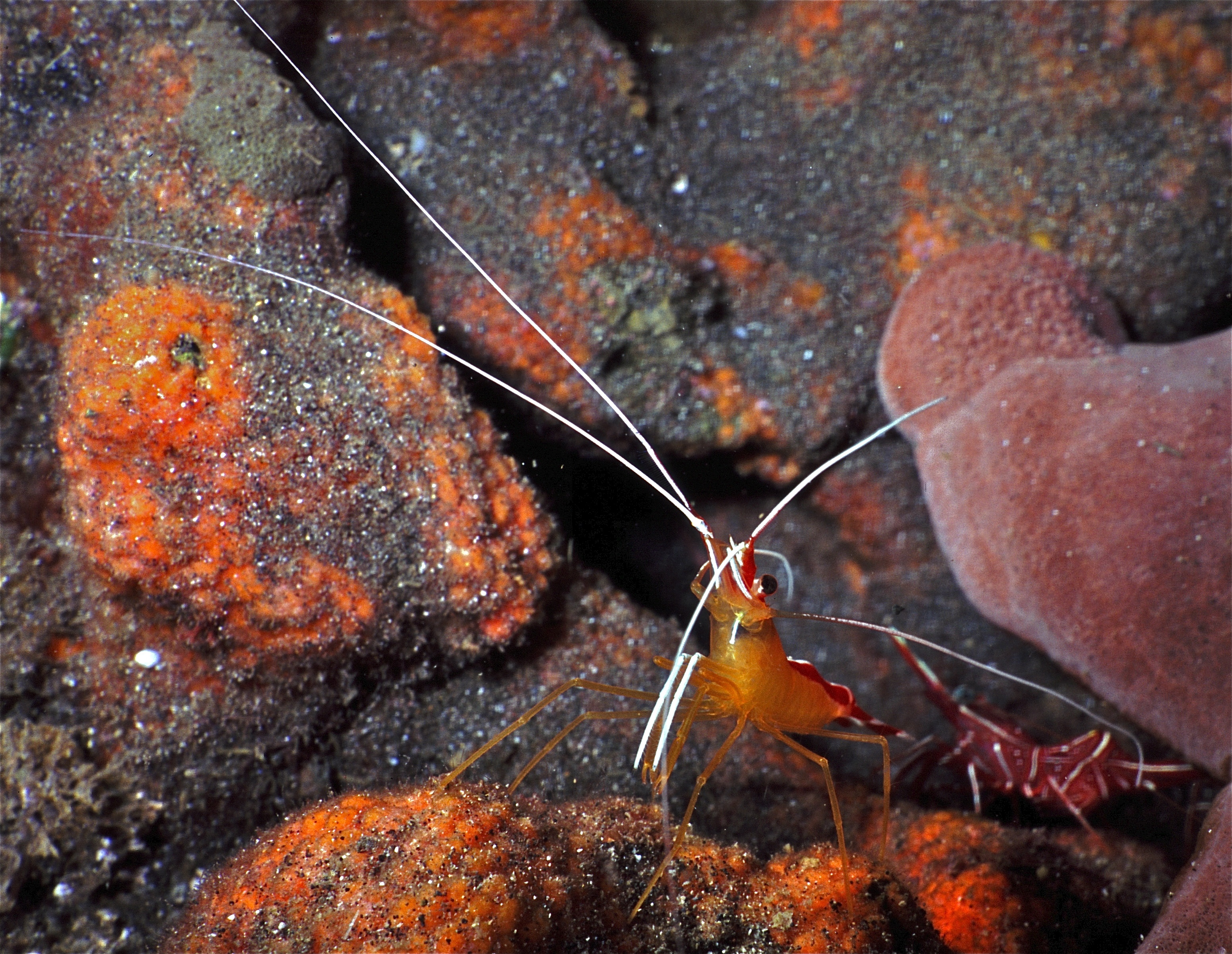
Lysmata amboinensis (Sulawesi, Indonésie)